# Один из многих
«Один из многих» (дат. Een blandt mange) — датский фильм 1961 года режиссёра Астрид Хеннинг-Енсен, по собственному сценарию.

## Сюжет
Главный герой фильма — 17- летний старшеклассник Бо, который живёт провинциальном датском городке со своей разведённой матерью. Отношения между матерью и сыном не особенно теплые, потому что мать плохо понимает желания и проблемы мальчика. Однажды Бо самостоятельно отправляется в Копенгаген навестить своего отца. В квартире последнего он встречает только Ханну, молодую девушку, которую считает сотрудницей своего отца. Ханне нравится прямолинейное и несколько восторженное поведение молодого человека и его левацкое обожание по отношению к ней. Вместе они проводят несколько беззаботных часов. Но когда обожание Бо перерастает в настоящую привязанность, Ханна тщетно пытается объяснить ему, что она невеста его отца. Только когда отец возвращается, Бо понимает истинную ситуацию. Обиженный и отчаявшийся, он уходит. В непонятном стремлении он посещает проститутку. В понедельник утром он вернется в школу вовремя.

## В ролях
- Оле Вегенер — Бо
- Марина Лунд — Ханна
- Эрно Мюллер — отец Бо
- Эльса Коурани — мать Бо
- Йёрген Синдбалле — художник
- Пауль Хаген — друг художника
- Лили Лани — девушка на улице
- Сёрен Вайс — офицера полиции
- Поуэль Керн — ректор
- Поуль Мюллер — учитель Леререн
- Оле Висборг — рекламный фотограф
- Кирстен Арнвиг — Лис, одноклассница Бо

## Ограничение
Хотя фильм не содержит каких-либо откровенных сцен, как отмечается критикой: «чист и насыщенно скучен», но в Дании при прокате Государственный совет по цензуре фильмов установил запрет на показ молодым людям в возрасте до 16 лет, указанная причина заключалась в том, что обстановка в фильме была сочтена неблагоприятной. Режиссёр Астрид Хеннинг-Йенсен была подавлена таким решением. При прокате в ФРГ фильм также было отнесён к категории «16+». В современной Дании фильм имеет ограничение «15+».

## Критика
Современная критика писала, что в фильме «исследование, разработанное чутко и в то же время ненавязчиво, представлено живо и естественно», история рассказана «с очарованием и психологическим мастерством», при этом в датском киноведении хотя и отмечается, что фильм «прекрасно снят», но считается, что картина «получила широкую огласку, потому что была запрещена для детей младше 16 лет», а в целом не имеет каких-либо особых кинематографических достоинств: «Это пример так называемого прекрасного искусства, созданного по доброй воле и без особого таланта, если не считать замечательной фотографии центра Копенгагена», а «игра и характеристики персонажей не являются первоклассными».